# Résolution 757 du Conseil de sécurité des Nations unies
Membres permanents
- Chine
- États-Unis
- France
- Royaume-Uni
- Russie

Membres non permanents
- Autriche
- Belgique
- Cap-Vert
- Équateur
- Hongrie
- Inde
- Japon
- Maroc
- Venezuela
- Zimbabwe

Résolution no 756 Résolution no 758
La résolution 757 du Conseil de sécurité des Nations unies a été adoptée le 30 mai 1992. Après avoir réaffirmé les résolutions 713 (1991), 721 (1991), 724 (1991), 727 (1992), 740 (1992), 743 (1992), 749 (1992) et 752 (1992), le Conseil a condamné l'échec des autorités en république fédérale de Yougoslavie (Serbie et Monténégro) à mettre en œuvre la résolution 752.
Après avoir demandé à l'armée croate de respecter le paragraphe 4 de la résolution 752, le Conseil a déclaré que tous les États devraient respecter les règles suivantes jusqu'à ce que la résolution 752 soit mise en œuvre. Il exigeait que tous les États membres,:
a) empêchent l'importation de tous produits et marchandises en provenance de Yougoslavie ou toute activité de leurs ressortissants visant à promouvoir ces exportations ;
b) empêchent la vente de tous produits et marchandises à la Yougoslavie, sauf pour des besoins humanitaires ;
c) ne mettent pas à la disposition de la Yougoslavie des fonds ou des ressources financières commerciales, industrielles ou d'utilité publique ;
d) refusent d'autoriser les aéronefs de décoller, d'atterrir ou de survoler leur territoire s'ils sont destinés à atterrir ou s'ils sont arrivés de Yougoslavie, sauf pour des raisons humanitaires ;
e) refusent l'entretien ou l'ingénierie des aéronefs en Yougoslavie ou exploités par celle-ci ;
f) réduisent le nombre de personnels diplomatiques et consulaires en Yougoslavie ;
g) empêchent la participation de personnes et d'équipes représentant la Yougoslavie à des manifestations sportives organisées sur leur territoire ;
h) suspendent les échanges et les visites scientifiques, techniques et culturels.
Le Conseil a en outre décidé que les sanctions ne devraient pas s'appliquer à la Force de protection des Nations unies (FORPRONU), à la Conférence sur la Yougoslavie ou à la Mission de surveillance de la Communauté européenne. Il a également appelé à l'établissement d'une zone de sécurité à Sarajevo et autour de son aéroport, appelant en outre le Comité du Conseil de sécurité créé dans la résolution 724 à surveiller l'embargo sur les armes et à ce que le Conseil dans son ensemble suive la situation.
La résolution 757 a été adoptée par 13 voix contre zéro, avec deux abstentions de la Chine et du Zimbabwe.

## Sanctions sportives
L'équipe de football de Yougoslavie l'a emporté sur le groupe 4 de qualification pour la phase finale de l'Euro 1992 en juin, mais a donc été disqualifiée en raison des sanctions de l'ONU. C'est le Danemark, finaliste du groupe 4, qui a remplacé la Yougoslavie en finale et a remporté le tournoi,. Ils ont également été interdit de participation à la Coupe du monde de la FIFA 1994 et à l'Euro 1996,.
La résolution a été adoptée juste avant le début des Jeux olympiques d'été de 1992, et le Comité international olympique est parvenu à un compromis avec l'ONU selon lequel le Comité olympique yougoslave n'était pas invité aux jeux, mais les athlètes yougoslaves étaient autorisés à concourir sous le label de participants olympiques indépendants, ainsi que pour les athlètes paralympiques pour les Jeux paralympiques d'été de 1992,.

## Voir également
- Dislocation de la Yougoslavie
- Guerre de Bosnie-Herzégovine
- Guerre de Croatie
- Guerre de Slovénie
- Guerres de Yougoslavie
- Sanctions contre la Yougoslavie